# 楠城徹
楠城 徹（くすき とおる、1950年12月22日 - ）は、福岡県北九州市出身の元プロ野球選手（捕手、外野手）・コーチ。
息子は東北楽天ゴールデンイーグルス → 東京ヤクルトスワローズの外野手だった楠城祐介。2014年から2023年まで九州国際大学付属高等学校硬式野球部の監督を務めた。

## 来歴・人物

### プロ入り前
進学校・小倉高校ではエース圓川龍之らとバッテリーを組む捕手として活躍し、2年次の1968年の春季九州大会では決勝に進むが、津久見高の石井吉左衛門（鐘淵化学）らに抑えられ敗退。津久見高には後にプロで同僚となる大田卓司がいた。同年の明治維新百年記念明治神宮野球大会にも出場し、準決勝では三沢高の太田幸司を打ち崩し決勝に進むが、日体荏原高に惜敗。3年次の1969年には春の選抜に出場し、1回戦でまたも三沢高と対戦するが、今回は太田幸に抑えられ、2-4で敗退。同年秋に読売ジャイアンツからドラフトで7位指名を受けたが入団を拒否し、1970年には早稲田大学に進学。東京六大学リーグでは矢野暢生・大橋功男らの好投もあり、主将を務めた4年次の1973年には春季で優勝、打率2位の好成績でベストナイン（捕手）に選出された。同年の第2回日米大学野球選手権大会日本代表にも選出され、6試合に先発マスクを被る。リーグ通算79試合に出場し、275打数78安打、1本塁打、36打点、打率.284を記録。大学同期に大橋の他、プロでも同僚となる鈴木治彦一塁手、鍛治舎巧外野手がいた。

### 現役時代
同年のドラフト2位で太平洋クラブライオンズに入団。
1974年から片岡新之介・宮寺勝利に次ぐ3番手捕手として一軍に定着。当初は二軍であったが、疲労性の肘痛で二軍落ちしていたエース東尾修と出会う。同い年の東尾とウマがあい、野球の話で盛り上がり、島根県出雲市で行われたウエスタン・リーグのトーナメント大会でバッテリーを組む。東尾が一軍に戻る時に稲尾和久監督に頼んだのがきっかけで楠城も昇格し、6月11日の日本ハム戦（小倉）で6回表に初出場。7月3日の近鉄戦（日生）では8番・捕手で初めて先発マスクを被り、4回表に高校時代に対戦した太田幸から3点本塁打を放って初安打・初本塁打・初打点を記録し、リードでは東尾の完投勝利をアシスト。東尾は後に「肩は強くなかったが、よい意味でずるさを持った捕手だった」と振り返っている。
1975年には宮寺が引退し、片岡に代わって正捕手の座を掴む。自己最多の117試合出場でAクラス入りに貢献し、捕手でありながら18盗塁を記録した。
1976年にはシーズン前半に故障欠場し、西沢正次にポジションを譲る。シーズン終盤には復帰。
1977年以降は若菜嘉晴の台頭や奥宮種男の加入もあって段々と出番が減り、打力、走力を生かして外野を守ることも少なくなかった。
1978年は18試合出場で僅か30打席であったが自身唯一の打率.345を記録し、4月8日の南海戦（大阪）で藤田学から本塁打を放つと、翌9日には星野秀孝から2日連続で最後のソロ本塁打を放つなど4打数3安打2打点を記録。
1979年には野村克也・田淵幸一が加入し、楠城の捕手としての立場は更に厳しくなった。それでも開幕一軍入りし、開幕2試合目の4月9日近鉄戦（日生）で捕手として途中出場し西武での初出場を果たした。同21日のロッテ戦（川崎）では8番・捕手として先発で起用され、2安打1打点と結果を出した。それから5月中旬頃までの間に、数試合先発マスクを任されるなど捕手として一時的に出場機会は増えたが、下旬から再び野村がマスクを被るようになってからは、度々代走として起用された。6月18日の南海戦（大阪）では、鈴木の代走で出場した後に遊撃手として守備につき1度だけ訪れた守備機会をこなしたが、現役生活7年間で遊撃のポジションを守ったのは後にも先にもこの時だけであった。イースタン・リーグでは、同4日の日本ハム戦、7月2日のヤクルト戦でシーズン2度のサヨナラ安打を放っている。
1980年には俊足を生かすため、シーズン前に登録を捕手から外野手へ変更。出場機会増を目指したが、開幕から二軍暮らしが続く。イースタン・リーグの試合では打撃好調で6月になって一軍へ昇格し、早速同10日の近鉄戦（西武）で7番・左翼手として先発起用された。以降7試合続けて先発起用されたが、4試合連続無安打で終わるなど15打数2安打と結果を出せず、6月16日の阪急戦（西宮）で最後の安打を放つ。7月1日のロッテ戦（西武）では1番打者として先発起用されるが3打数無安打に終わり、7月7日の近鉄戦（西武）に長谷川一夫の代走で起用されたのが最終出場となった。同年引退。

### 現役引退後
引退後は西武で九州地区担当スカウト（1981年 - 1999年）→一軍ヘッド兼バッテリーコーチ（2000年）→スカウト部長（2001年 - 2004年）を務め、30年在籍したライオンズを退団後は、2005年から新球団・東北楽天ゴールデンイーグルスで編成部長やスカウト部長を務めた。
2007年3月に発覚した西武のアマチュア選手への金銭供与問題では、「不適切な金銭の供与がなされていた当時に西武でスカウト部長を務めていた」という道義上の問題から、同12日より楽天のスカウト部長としての職務を自粛。6月1日付で楽天球団から部長職を解任されると、同球団の編成部付へ異動するとともに、3か月間にわたる減給（10分の1）という処分を受けた。なお、楠城の職務自粛期間中は、3月27日付でチーフスカウトに就任した吹石徳一がスカウトを統括し、6月1日には当時の山下大輔編成本部長が、同職との兼務扱いで楠城の後任のスカウト部長に就いた。同年12月1日の組織改編・人事異動によって、新任の三村敏之編成部長の下で編成部長補佐に就任。三村の病気療養に伴って、2009年5月11日から編成部長職を代行し、2010年1月15日には編成副部長から編成部長へ昇格したが、2012年11月30日に創設当初から携わった楽天を退団。息子の祐介は、2008年のドラフトで楽天からの5巡目指名を受けて入団している。

### 高校野球の指導者へ
楽天退団後の2014年1月20日に、日本学生野球協会からプロ野球経験者による学生の指導に必要な学生野球資格の回復を認定。同月6月30日には、若生正廣の後任として、九州国際大学付属高等学校の監督に就任することが発表された。同部は、楠城による指導の下で、2015年の第97回全国高等学校野球選手権大会に福岡県代表として出場。8月7日の1回戦で徳島県立鳴門高等学校に勝利したことを皮切りに、通算3勝で準々決勝に進出した。学生野球資格を回復したプロ野球経験者が、高校野球の監督として阪神甲子園球場での硬式野球全国大会でチームを勝利に導いたのは、春・夏を通じて鳴門戦での楠城が初めてである。
2016年4月からは息子の祐介もコーチとして加入し、父子で野球部を指導している。
2018年、第142回九州地区高等学校野球大会（春季）決勝で、明豊高校（大分）を13対0で破り、監督としてチームを初の九州大会優勝（学校としては2回目）に導いた。
2021年、第149回九州地区高等学校野球大会（秋季）決勝で、大島高校（鹿児島）を12対6で破り、監督として2回目の九州大会優勝（学校としては3回目）に導いた。更に、第52回明治神宮野球大会（高校の部）に出場し、通算2勝で準決勝に進出した。
2022年、第94回選抜高等学校野球大会に出場し、通算2勝で準々決勝に進出した。更に、全国高等学校野球選手権福岡大会で優勝し、監督として初の春夏連続甲子園出場（学校として11年ぶり春夏連続出場・夏は6年ぶり8回目）に導いた。その後、第104回全国高等学校野球選手権大会に福岡県代表として出場。
2023年8月24日、同校硬式野球部の監督を退任し、後任は息子の祐介が監督に就任したことが公表された。

## 詳細情報

### 年度別打撃成績
| 年 度     | 球 団                | 試 合 | 打 席 | 打 数 | 得 点 | 安 打 | 二 塁 打 | 三 塁 打 | 本 塁 打 | 塁 打 | 打 点 | 盗 塁 | 盗 塁 死 | 犠 打 | 犠 飛 | 四 球 | 敬 遠 | 死 球 | 三 振 | 併 殺 打 | 打 率 | 出 塁 率 | 長 打 率 | O P S |
| --------- | -------------------- | ----- | ----- | ----- | ----- | ----- | -------- | -------- | -------- | ----- | ----- | ----- | -------- | ----- | ----- | ----- | ----- | ----- | ----- | -------- | ----- | -------- | -------- | ----- |
| 1974      | 太平洋 クラウン 西武 | 48    | 93    | 82    | 9     | 12    | 1        | 0        | 3        | 22    | 14    | 1     | 1        | 3     | 1     | 6     | 0     | 1     | 23    | 0        | .146  | .211     | .268     | .479  |
| 1975      | 太平洋 クラウン 西武 | 117   | 340   | 297   | 35    | 73    | 10       | 2        | 2        | 93    | 31    | 18    | 14       | 11    | 2     | 27    | 0     | 3     | 57    | 6        | .246  | .313     | .313     | .626  |
| 1976      | 太平洋 クラウン 西武 | 61    | 140   | 128   | 8     | 28    | 5        | 0        | 1        | 36    | 12    | 4     | 3        | 7     | 0     | 5     | 0     | 0     | 16    | 1        | .219  | .248     | .281     | .529  |
| 1977      | 太平洋 クラウン 西武 | 76    | 145   | 135   | 14    | 35    | 4        | 0        | 1        | 42    | 14    | 4     | 3        | 4     | 1     | 4     | 0     | 1     | 20    | 2        | .259  | .284     | .311     | .595  |
| 1978      | 太平洋 クラウン 西武 | 18    | 30    | 29    | 4     | 10    | 0        | 0        | 2        | 16    | 4     | 1     | 2        | 0     | 0     | 1     | 0     | 0     | 7     | 1        | .345  | .367     | .552     | .918  |
| 1979      | 太平洋 クラウン 西武 | 34    | 46    | 42    | 6     | 8     | 1        | 0        | 0        | 9     | 2     | 2     | 1        | 2     | 0     | 1     | 0     | 1     | 8     | 1        | .190  | .227     | .214     | .442  |
| 1980      | 太平洋 クラウン 西武 | 12    | 21    | 18    | 2     | 2     | 0        | 0        | 0        | 2     | 0     | 0     | 0        | 1     | 0     | 2     | 0     | 0     | 4     | 1        | .111  | .200     | .111     | .311  |
| 通算：7年 | 通算：7年            | 366   | 815   | 731   | 78    | 168   | 21       | 2        | 9        | 220   | 77    | 30    | 24       | 28    | 4     | 46    | 0     | 6     | 135   | 12       | .230  | .280     | .301     | .581  |

- 太平洋（太平洋クラブライオンズ）は、1977年にクラウン（クラウンライターライオンズ）に、1979年に西武（西武ライオンズ）に球団名を変更

### 年度別守備成績
| 年度 | 試合数 | 企図数 | 許盗塁 | 盗塁刺 | 阻止率 |
| ---- | ------ | ------ | ------ | ------ | ------ |
| 1974 | 41     |        | 37     | 7      | .159   |
| 1975 | 113    |        | 67     | 39     | .368   |
| 1976 | 55     |        | 52     | 24     | .316   |
| 1977 | 46     |        | 43     | 15     | .259   |
| 1978 | 11     |        | 13     | 3      | .188   |
| 1979 | 23     |        | 20     | 10     | .333   |
| 通算 | 289    |        | 232    | 98     | .297   |

### 記録
- 初出場：1974年6月11日、対日本ハムファイターズ前期8回戦（小倉球場）、6回表に捕手で出場
- 初先発出場：1974年7月3日、対近鉄バファローズ前期13回戦（日生球場）、8番・捕手で先発出場
- 初安打・初本塁打・初打点：同上、4回表に太田幸司から3ラン

### 背番号
- 29（1974年 - 1980年）
- 77（2000年）